# Aleksandar Pandovski
Aleksandar Pandovski (Skopje, 13 de agosto de 1991 — 8 de agosto de 2015) foi um futebolista macedônio.